# General Norman Johnson
"General" Norman Johnson (23 de maio de 1943 - 13 de outubro de 2010) foi um cantor, compositor e produtor musical norte-americano de rhythm and blues.